# جوزيف تي. إدغار
جوزيف تي. إدغار هو سياسي أمريكي، ولد في 1 أبريل 1910، وتوفي في 27 نوفمبر 1990. نشط حزبياً في الحزب الجمهوري.